# Jochen Guck
Jochen Guck (* 1973 in Deutschland) ist ein deutscher Biophysiker.
Guck studierte Physik an der Universität Würzburg, wo er 1997 sein Diplom erhielt. 2001 promovierte an der University of Texas at Austin und war ab 2002 Junior-Gruppenleiter und wissenschaftlicher Assistent an der Universität Leipzig (Institut für Physik der weichen Materie). 2007 wurde er Lecturer und 2009 Reader an der Universität Cambridge (Cavendish Laboratory). Im Jahr 2012 erhielt er eine Humboldt-Professur für zelluläre Maschinen am Biotechnologischen Zentrum der TU Dresden. Guck erhielt 2018 in Dresden bereits zum zweiten Mal einen "Proof of Concept Grant", den der European Research Council (ERC) vergibt. Seit Oktober 2018 ist er Direktor am Max-Planck-Institut für die Physik des Lichts und am Max-Planck-Zentrum für Physik und Medizin in Erlangen, wo er eine Forschungsgruppe im Bereich „Biologische Optomechanik“ leitet.
Er untersucht die mechanischen und optischen Eigenschaften von Zellen und Geweben mit Anwendungen in der Medizin (Diagnose, regenerative Medizin). Dabei entwickelte er auch neue Methoden zum Beispiel in der Biophotonik (Anwendung von Optical Diffraction Tomography (ODT), Quantitative Phase Imaging (QPI)), wo er die Verteilung des inneren Brechungsindex (RI) der Zelle als Biomarker zum Beispiel für Differentiation, Krebs oder Infektion nutzt. Er untersucht die Mechanik von Zellen mit Rasterkraftmikroskopie und von ihm bzw. an seinem Labor entwickelten Methoden der Echtzeit-Verformbarkeitszytometrie (Real-time Deformability Cytometry, RT-DC) und des Optical Stretcher (eine optische Falle, in der Zellen kontaktfrei mit Licht deformiert werden).
Er erhielt den Young Scientist Award in Biomedical Photonics des Deutschen Krebsforschungszentrums Heidelberg. 2024 wurde er mit dem Greve-Preis der Leopoldina ausgezeichnet.

## Schriften (Auswahl)
- mit R. Ananthakrishnan u. a.: Optical deformability of soft biological dielectrics, Physical Review Letters, Band 84, 2000, S. 5451
- mit R. Ananthakrishnan u. a.: The optical stretcher: a novel laser tool to micromanipulate cells, Biophysical Journal, Band 81, 2001, S. 767–784
- mit B. Lincoln u. a.: Deformability-based flow cytometry, Cytometry Part A, Band 59, 2004, S. 203–209
- mit F. Wottawah u. a.: Optical rheology of biological cells, Phys. Rev. Letters, Band 94, 2005, S. 098103
- mit S. Schinkinger u. a.: Optical deformability as an inherent cell marker for testing malignant transformation and metastatic competence, Biophysical Journal, Band 88, 2005, S. 3689–3698
- mit Y. B. Lu u. a.: Viscoelastic properties of individual glial cells and neurons in the CNS, Proceedings of the National Academy of Sciences, Band 103, 2006, S. 17759–17764
- mit K. Franze u. a.: Müller cells are living optical fibers in the vertebrate retina, Proceedings of the National Academy of Sciences, Band 104, 2007, S. 8287–8292
- mit B. Lincoln u. a.: Reconfigurable microfluidic integration of a dual-beam laser trap with biomedical applications, Biomedical Microdevices, Band 9, 2007, S. 703–710 (Optical Stretcher)
- mit T. W. Remmerbach u. a.: Oral cancer diagnosis by mechanical phenotyping, Cancer Research, Band 69, 2009, S. 1728–1732
- mit I. Solovei u. a.: Nuclear architecture of rod photoreceptor cells adapts to vision in mammalian evolution, Cell, Band 137, 2009, S. 356–368
- mit F. Lautenschläger u. a.: The regulatory role of cell mechanics for migration of differentiating myeloid cells, Proc. Nat. Acad. Sci. USA, Band 106, 2009, S. 15696–15701
- mit Andreas Christ u. a.: Mechanical difference between white and gray matter in the rat cerebellum measured by scanning force microscopy, Journal of Biomechanics, Band 43, 2010, S. 2986–2992
- mit K. Franze, P. A. Janmey: Mechanics in neuronal development and repair, Annual Review of Biomedical Engineering, Band 15, 2013, S. 227–251